# Asesinato de Robert Wykel
Robert James Wykel (nacido el 18 de mayo de 1930; desaparecido el 23 de febrero de 1996) era un obrero metalúrgico jubilado estadounidense de Burien (estado de Washington), que dedicaba su tiempo libre a la restauración de coches clásicos. No ha sido visto por nadie que pueda identificarlo desde 1996, cuando fue a ver un Ford Thunderbird que estaba interesado en comprar. Myron Wynn, quien lo acompañaba en ese momento, fue condenado 15 años después por asesinar a Wykel. Wynn sostiene que es inocente y que Wykel se fue a Argentina.
El caso fue tratado como una investigación de persona desaparecida durante años, a pesar de que las sospechas iniciales se centraban en Wynn, a quien la policía nombró como una persona de interés poco después. Los fiscales lo acusaron del crimen en 2009, aunque no habían encontrado el cuerpo de Wykel. Se basaron en sus declaraciones contradictorias y evasivas a la policía durante la investigación inicial, y un diamante que Wynn le dio a su entonces novia poco después de la desaparición de Wykel. La policía creía que el diamante pertenecía a Wykel, lo que sugería que el motivo del asesinato fue el robo. Después de que el primer juicio de Wynn en 2010 terminara en un jurado colgado, sin llegar a un veredicto, fue juzgado nuevamente, declarado culpable y sentenciado a 20 años de prisión. El veredicto fue sostenido en apelación. El caso ha aparecido en un episodio de la serie Desaparecido, de la cadena Investigation Discovery. El cuerpo de Wykel permanece sin descubrir.

## Trasfondo
Wykel era nativo de Illinois y había sido propietario de restaurantes allí y en Nuevo México. Se había ido al oeste para trabajar en el oleoducto de Alaska. Su trabajo también lo había llevado a países extranjeros.
A principios de la década de 1990, se instaló en el suburbio de Burien, en Seattle, donde había tenido una exitosa carrera como trabajador de chapa y pudo aprovechar las abundantes oportunidades del área para las actividades recreativas al aire libre que disfrutaba. Su exesposa todavía vivía en Illinois, cerca de su hija y su familia, pero los dos habían estado hablando de reconciliarse y reunirse.
Después de jubilarse, complementó su pensión comprando autos clásicos en subastas de automóviles, restaurándolos y revendiéndolos para obtener ganancias. Restauró un Mercedes Benz de 1989, que conducía como propio. Su otra pasión, la joyería fina, se manifestó en un anillo con un diamante de 1,25 quilates en un distintivo corte europeo, que usaba constantemente, incluso cuando trabajaba en automóviles.
A menudo se reunía con otros jubilados por las mañanas para socializar con un café en un McDonald's de White Center. A principios de 1996, a los hombres se les unió Myron Wynn, un hombre más joven que a veces se llamaba Myron Holdredge o Michael Holdredge. Gravitó hacia Wykel, buscando oportunidades para asociarse con él. En ese momento Wynn estaba desempleado, apoyado por una novia, con quien vivía.
Wynn le dijo a Wykel que se había enterado de que un soldado en Fort Lewis, cerca de Tacoma, estaba ofreciendo a la venta un Ford Thunderbird de mediados de la década de 1950. Wykel, que había estado buscando uno durante mucho tiempo, le dio a Wynn mil dólares como depósito por la eventual venta del automóvil. Los registros bancarios muestran que Wykel también retiró 5 200 dólares de su cuenta en efectivo, la forma en que prefería pagar, para completar la transacción.
Wynn desanimó a Wykel repetidamente cuando el hombre mayor lo presionó sobre cuándo podría conseguir el coche. Wykel, a su vez, estaba cada vez más frustrado con su supuesto intermediario. En un juego de póquer semanal con amigos y vecinos a los que les contó con entusiasmo sobre el Thunderbird en ocasiones anteriores, Wykel dijo que o recuperaría su dinero de Wynn o del coche. El 21 de febrero, Wykel dijo que finalmente había hecho los arreglos necesarios para recoger el automóvil a la mañana siguiente.

## Desaparición
Nadie que conociera a Robert Wykel lo vio ni supo de él después de eso. Su ausencia inicial no fue inusual, ya que sus viajes para conseguir autos a veces tomaban algunos días. John Ogdon, un vecino más joven, que formaba parte del mismo juego de póquer semanal, se sorprendió un poco al principio de que Wykel no hubiera venido a su casa para mostrar el auto que había estado esperando tanto tiempo para obtener, como solía hacer.
Cuando Wykel no asistió al siguiente juego de póquer, Ogdon se preocupó. Se dio cuenta de que el Mercedes de Wykel tampoco estaba en su camino de entrada. Llamó al 911 para informar la desaparición de Wykel, pero le dijeron que no era contra la ley que Wykel hubiera decidido desaparecer.
Mientras tanto, en Illinois, la familia de Wykel también estaba preocupada. No devolvía ningún mensaje telefónico, algo que solía hacer en poco tiempo. Sus mensajes en su contestador automático mostraban su creciente preocupación.
Ogdon mantuvo un ojo en la casa de Wykel, notando que el correo se amontonaba. Lo revisó durante las próximas dos semanas en busca de pistas que pudieran explicar la ausencia de Wykel. El 13 de marzo, encontró un aviso de que el Mercedes de Wykel, que aparentemente había estado en un parque y estacionamiento cercano, había sido incautado.
Esta noticia perturbó a Ogdon. La ubicación del automóvil no era inusual; sabía que Wykel solía usar el transporte público cuando esperaba comprar un automóvil, para poder regresar a casa en la nueva compra. Sin embargo, el lote estaba a solo cinco cuadras de su casa, por lo que generalmente caminaba hacia él. Incluso si hubiera conducido, no habría usado el Mercedes. De hecho, Wykel a menudo estacionaba el Mercedes en el camino de entrada de Ogdon cuando abandonaba el área.
Además, Ogdon leyó en el aviso de incautación que el automóvil había sido visto por primera vez en el lote unos días antes, mientras que Wykel se había ido por tres semanas. Creía que alguien más, familiarizado con los hábitos de Wykel, podría haber puesto el auto allí. Cuando Ogdon llamó a la policía con esta información, acordaron abrir una investigación de personas desaparecidas.

## Investigación
Un detective de la Oficina del Sheriff del condado de King (KCSO), que respondió, entró en la casa de Wykel. En la cocina, encontró platos en el fregadero y comida pudriéndose en la encimera, café en la olla y una bebida sin terminar. Los armarios de Wykel estaban llenos y su equipaje estaba en la casa. La policía concluyó que Wykel no esperaba estar ausente por mucho tiempo y tenía la intención de regresar.
La policía abrió el Mercedes y buscó pistas. No encontraron huellas digitales, pero encontraron la billetera vacía de Wykel.
Después de que Ogdon le informó a Rebecca Lee, la hija de Wykel, que su padre había estado desaparecido durante dos semanas y la policía estaba investigando, ella vino al área de Seattle para ayudar en la búsqueda. Informó a los medios de comunicación, quienes publicaron historias sobre el caso. La policía esperaba que alguien pudiera presentar información sobre un robo o accidente fallidos, pero no se desarrollaron pistas.
Por su hija, la policía se enteró de los antecedentes de Wykel y teorizó que podría haber decidido viajar al extranjero. Había llevado a sus hijos a Argentina, un país que le gustaba especialmente, una vez cuando trabajaba allí para que pudieran experimentar otra cultura. Todavía tenía amigos allí y hablaba de regresar algún día. Sin embargo, su pasaporte todavía estaba en la casa, la policía no encontró registros de planes de viaje y su cuenta bancaria no mostraba actividad desde el retiro de los 5 200 dólares.
La única otra posibilidad era que Wykel dispusiera de ese dinero para la compra del Ford Thunderbird. Ogdon recordó que Wykel había estado perdiendo la paciencia con la persona, que había dicho que podía arreglar la compra, pero nunca escuchó a Wykel mencionar el nombre del hombre. Lee se enteró de los desayunos de su padre en McDonald's y fue a visitar a los hombres ella misma.
Ellos también se habían dado cuenta y estaban preocupados por la desaparición de Wykel. Le dijeron que el hombre más joven, que le había contado a Wykel sobre el coche y que recordaban como Mike, tampoco había vuelto a comer con ellos desde la desaparición de Wykel. Encontraron su apellido, Wynn, en su firma en una tarjeta de despedida que el grupo le había dado al gerente del restaurante, quien estaba a punto de dejar el trabajo.

### La investigación se centra en Wynn
Antes de que alguien más pudiera encontrar a Mike Wynn, llamó a Lee a su hotel y le dijo que había conseguido su número de la casera de su padre. Dijo que había regresado recientemente de un viaje fuera de la ciudad y se enteró de la desaparición de Wykel. Por lo que él sabía, le dijo a ella, Wykel había realizado un largo viaje a una subasta de automóviles en California. La policía encontró eso inusual, porque Wykel extrañamente no le había dicho a sus amigos más cercanos sobre tales planes, pero Wynn lo sabía.
Finalmente, los detectives pudieron hablar con Wynn ellos mismos. Les dijo que él mismo no había visto a Wykel desde el desayuno del 20 de febrero. Al principio, afirmó que los dos nunca habían hablado de ningún automóvil que Wykel estuviera interesado en comprar. Cuando la policía le dijo que otros hombres en los desayunos recordaban que sí, él dijo que el trato que habían hecho no funcionó.
Wynn se volvió más interesante para la policía cuando investigaron su pasado. Descubrieron que había utilizado varios alias y había sido acusado de tráfico de drogas y violencia contra la mujer en varias ocasiones. Su novia les dijo que él dijo que iba a trabajar todos los días cuando saliera de la casa, pero sabía que nunca tuvo un trabajo. "Él [era] básicamente un estafador", dijo más tarde un detective en el programa Desaparecido.
En la casa de Wykel, la policía encontró mensajes de Wynn entre los de sus amigos y familiares en el contestador automático. Uno de los mensajes posteriores de Wynn incluso implicaba que Wykel había devuelto un mensaje.
Un detective sugirió que Wynn se sometiera a una prueba de detector de mentiras y él estuvo de acuerdo. Sin embargo, nunca vino cuando dijo que lo haría o pidió retrasar la prueba. La policía descubrió que estaba mintiendo sobre el motivo. En un caso, afirmó tener una cita con el dentista, pero un detective, que vigilaba el consultorio del dentista en cuestión, nunca vio entrar a Wynn. Más tarde, el dentista dijo que Wynn no era un paciente. Se convencieron de que era un mentiroso patológico.
Una revisión de los registros telefónicos de Wykel condujo a la primera ruptura del caso. El 20 de febrero, el día antes de su desaparición, Wykel hizo dos visitas a Mother Nature's Acres, un parque de casas rodantes de 130 acres (53 ha) con sus propios bosques y senderos a las afueras de Yelm, en el condado de Thurston, al sur de Tacoma. La familia de Wynn la poseía y operaba.
Los detectives del condado de King fueron allí y hablaron con los empleados. Uno de ellos, la hermana de Wynn, Robyn, recordó que había bajado el 23 de febrero. Estaba con un hombre que coincidía con la descripción de Wykel y conducía un Mercedes negro similar al de Wykel. Afirmaron que solo estaban matando un tiempo mientras esperaban que estuviera disponible un automóvil que el otro hombre estaba tratando de comprar. Robyn recordó que el hombre, que parecía ser Wykel, hizo una llamada telefónica y parecía cada vez más impaciente.
Otros empleados del parque de casas rodantes corroboraron el relato de Robyn. Si era Wykel, era la última vez que lo veían. Los detectives ahora creían que tenían pruebas de que Wynn les había mentido de nuevo cuando afirmó que él y Wykel nunca habían perseguido seriamente la compra del Thunderbird, y cuando afirmó haber visto a Wykel por última vez tres días antes. La cuenta de Robyn también lo vinculó con el Mercedes de Wykel durante el tiempo que no se tuvo en cuenta.
Esperaban volver a hablar con Wynn y pedirle que explicara estas últimas discrepancias en su relato. Cuando fue arrestado con una orden judicial pendiente por una infracción de tránsito el 11 de abril, pensaron que tenían su oportunidad. En cambio, Wynn invocó su derecho de la Quinta Enmienda contra la autoincriminación y se negó a decirles nada más hasta que habló con un abogado.
Después de ser liberado, abandonó el área de Seattle. Los detectives habían llegado a creer que Wykel había cometido un delito y designaron a Wynn como una persona de interés en el caso. Como no tenían nuevas pistas, el caso pronto se enfrió.

### El diamante
Durante los siguientes tres años, los detectives de la KCSO trabajaron principalmente en otros casos, pero nunca dejaron atrás el caso Wykel, manteniéndose en contacto con la familia con poca frecuencia. Lee dijo más tarde que sintió que se habían rendido con su padre. En 1999, un detective, Jon Holland, se hizo cargo del caso y adoptó un enfoque más agresivo, colocando volantes en el área que dejaban en claro que la policía pensaba que Wykel había sufrido daños.
Él y Susan Peters, una detective que había formado parte de la investigación original y se había mantenido en contacto con Lee, decidieron volver a hablar con Robyn Wynn. Les dijo dos cosas que les interesaban. Primero, dijo que había visto a su hermano en los últimos dos años, en una reunión familiar en Texas; esta fue la primera vez que las autoridades del condado de King supieron su paradero desde su partida original. En segundo lugar, él había estado mostrando un gran diamante engastado en un colgante, algo que a ella le parecía inusual, ya que a menudo estaba desempleado y probablemente no podía permitirse una piedra así.
Peters y Holland se preguntaron si este podría ser el diamante de Wykel. En el año 2000, entrevistaron a la mujer con la que Wynn había estado viviendo, cuatro años antes, pero ahora ya no tiene una relación con él. Dijo que a finales de febrero de 1996, poco después de la desaparición de Wykel, Wynn le dio un colgante de diamantes como regalo de cumpleaños.
No estaba en una caja como la que usaría un joyero para empaquetarlo. Sospechaba que no era real debido a su gran tamaño y no tenía idea de dónde podría haber venido. Él le dijo que lo había encontrado en el estacionamiento de Burien, casualmente el mismo lugar donde se había estacionado el Mercedes abandonado de Wykel. Sin embargo, él se lo había quitado cuando la relación terminó y ella lo hizo salir de su casa.
Más tarde, Robyn les dijo que su hermano vendió el colgante de diamantes a una tía por 2 000 dólares. Ella ayudó a los detectives del condado de King a contactar a la mujer. Al principio, la tía dijo que se lo había ofrecido por 1 500 dólares, alegando que se lo había comprado a un compañero de trabajo por mil dólares más. Un joyero al que se lo llevó lo valoró entre 3 000 y 5 000 dólares. Al principio afirmó que todavía no lo había comprado y simplemente dejó que Wynn viviera con ella, pero luego admitió que finalmente se lo había comprado a Wynn por 2 000 dólares.
Ella todavía lo tenía y la persuadieron de que se lo diera para que lo examinaran. Un gemólogo que lo examinó les dijo que de hecho tenía el inusual corte europeo que Rebecca Lee había descrito. También encontró muchas mellas y raspaduras en él, consistentes con hacer trabajos en metal mientras lo usa en un anillo.
Más tarde, Rebecca acudió a otro joyero que se especializaba en recrear piezas perdidas a partir de descripciones detalladas que le habían dado. Hizo un dibujo basado en su descripción del anillo de su padre. Coincidía con la piedra que la policía obtuvo de la tía de Wynn, y por lo tanto del propio Wynn, casi exactamente, incluso el diámetro de la piedra era el mismo.
Holland y Peters llamaron a Wynn en Texas y le preguntaron sobre el relato de su hermana de que él y Wykel habían sido vistos juntos dos días después de que Wynn afirmó haber visto por última vez al hombre mayor. Admitió haber ido al condado de Thurston con Wykel, donde dijo que intentaron llamar al vendedor. Después, dijo Wynn, regresaron a Burien, pero no recordaba dónde lo dejó Wykel. Los detectives engañaron y le dijeron que tenían imágenes de la cámara de seguridad que mostraban al automóvil entrando en el parque y conduciendo.
La siguiente entrevista tuvo lugar en Texas. Esta vez le hablaron del diamante. Confirmó que lo encontró en el parque y paseo Burien, el mismo lote donde el Mercedes de Wykel había sido abandonado. Esta respuesta volvió a interesar a los detectives, ya que Wynn nunca había sugerido que hubiera estado allí antes. Cuando volvió a engañar y le dijo que habían encontrado el ADN de Wykel en el diamante, Wynn cambió su historia nuevamente, explicando que se lo había mostrado a Wykel inmediatamente después de encontrarlo, otro detalle que no había compartido durante la investigación inicial.
Los detectives sintieron que tenían suficientes pruebas circunstanciales para acusar a Wynn del asesinato de Wykel. Todavía no tenían un cuerpo, y los fiscales no estaban seguros de que pudieran condenar a Wynn sin encontrar el cuerpo de Wykel. Decidieron tratar de encontrar el cuerpo, buscando en varios lugares en el condado de Thurston y sus alrededores donde Wynn podría haberse deshecho de un cuerpo. No tuvieron éxito. Mientras tanto, la familia de Wykel lo declaró legalmente muerto en 2003, siete años después de que lo hubieran visto por última vez.

## Arresto
El caso volvió a estancarse, pero Holland y Peters siguieron trabajando en él cuando pudieron. Sin el cuerpo de Wykel, sabían que los fiscales tendrían que mostrar un motivo fuerte y una secuencia detallada de los hechos. Continuaron viajando a Texas y hablando con Wynn cada vez que descubrieron algo. Cada vez que se le señalaba otra contradicción en su relato, Wynn cambiaba su historia nuevamente. "Escribimos cada mentira", recordó Peters más tarde, "y tenemos páginas de inconsistencias".
En una de esas visitas, volvieron a preguntarle si se sometería a una prueba de detector de mentiras. Les dijo que su abogado le había aconsejado que no lo hiciera. Cuando los detectives le preguntaron por el nombre de su abogado, él preguntó: "¿Importa?".
La oportunidad que finalmente les dio a los detectives la evidencia que necesitaban para arrestar a Wynn provino de Texas. Un amigo de Wynn, con quien aparentemente había discutido el caso, les dijo que Wynn dijo que "no va a pasar nada. Ni siquiera están buscando el cuerpo en el estadio correcto", sugiriendo a Holland y Peters que Wynn no solo sabía había un cuerpo, pero donde estaba. En 2009, las autoridades de Texas arrestaron a Wynn y lo extraditaron a Washington para ser juzgado por un cargo de asesinato en primer grado.

## Juicio y procesamiento
Sin el cuerpo de Wykel, los fiscales sabían que tendrían que presentar muchas más pruebas de las que podrían presentar de otro modo para respaldar su caso de que Wynn mató a Wykel. Teorizaron que Wynn había escuchado a Wykel hablando de coches, y lo vio mostrando su dinero en efectivo, en un McDonald's una mañana, y decidió que haría una buena marca para otro esquema de confianza. Para apoyar esta teoría, presentaron a cuatro testigos que anteriormente habían sido víctimas de Wynn en esquemas similares. En esos casos, Wynn pidió una parte del precio por algo muy deseado por ellos y afirmó que pudo ayudarlos a comprar, pero nunca completó las ofertas. El extenso historial de sus evasiones y evasiones a la policía respaldaba esta afirmación sobre sus tendencias engañosas y lo vinculaba con el crimen.
Wykel, sin embargo, fue la primera "marca" de este tipo en comenzar a darse cuenta de que estaba siendo defraudado. Para evitar devolver los mil dólares, afirmaron los fiscales, Wynn jugó con el tiempo llevándose a Wykel al condado de Thurston con el pretexto de conocer al vendedor. Una vez allí, atrajo a Wykel a un lugar aislado solo, donde sin darse cuenta mató a Wykel durante una confrontación por el dinero o lo mató deliberadamente, con la ventaja adicional del dinero en efectivo que Wykel tenía sobre él y su anillo de diamantes. Según esta teoría, el propósito primordial de Wynn era el robo, un delito fundamental que justifica el cargo de asesinato más grave disponible según la ley de Washington. Los fiscales también retiraron el cargo inicial de premeditación.
Wynn fue juzgado a mediados de 2010. Continuó profesando su inocencia. Además del cuerpo desaparecido y la falta de evidencia que sugiera que Wykel estaba muerto, Wynn argumentó que la policía no había explorado adecuadamente la posibilidad que originalmente consideraron que el hombre mayor podría haber decidido repentinamente visitar Argentina. El tribunal declaró nulo el juicio cuando el jurado no pudo llegar a un veredicto unánime.
Unos meses más tarde, a principios de 2011, se reunió un nuevo jurado y Wynn fue juzgado nuevamente. Durante el juicio, hubo denuncias de mala conducta por parte del jurado. Un miembro del jurado suplente había "chocado continuamente" con fiscales y abogados defensores, y en un momento fue sorprendido mirando pruebas estatales en el ascensor. Otros dos, dijo el alguacil, habían comenzado a deliberar antes de que se presentara el caso. La jueza del Tribunal Superior, Susan Craighead, los despidió a ambos y sentó a dos suplentes, uno de los cuales era el jurado que presuntamente intentó examinar las pruebas de la acusación.
Ese jurado condenó a Wynn en abril, después de un día de deliberaciones. Después del veredicto, sus abogados solicitaron una audiencia posterior al juicio sobre si la mala conducta del jurado había perjudicado el resultado; Craighead dictaminó que no había sido así.
Al momento de la sentencia, Wynn continuó insistiendo en su inocencia. "No voy a pedir perdón por algo que no hice", le dijo a Craighead. Ella lo sentenció a 20 años, el mínimo por asesinato en primer grado en Washington. A partir de 2016, está cumpliendo su condena en el Centro Correccional de Clallam Bay.

## Apelación
Wynn apeló su condena ante el Tribunal de Washington de Apelaciones, División I. No impugnó la condena por asesinato en sí. En cambio, afirmó que no había pruebas suficientes para sugerir que el robo estaba relacionado con el asesinato, por lo que niega el cargo de asesinato en primer grado. Sostuvo que el asesinato no era necesario para que él robara el dinero ya que eso había ocurrido con mucha anticipación, ni estaba relacionado con el robo del anillo ya que en el caso del estado no había demostrado ninguna intención de robar el anillo antes de la asesinato. A lo sumo, argumentó, el estado había demostrado que había tomado el anillo como una "ocurrencia tardía" en el asesinato. También desafió una instrucción del jurado: "La toma constituye robo, aunque la muerte preceda a la toma, siempre que la toma y un homicidio sean parte de la misma transacción", dijo que reflejaba este mismo malentendido.
Además, planteó dos cuestiones de procedimiento. Primero, el juez Craighead había fallado incorrectamente en la audiencia posterior al juicio sobre la mala conducta del jurado. En segundo lugar, sus abogados en el juicio deberían haberle permitido tomar el estrado en su propia defensa, sobre la que, según él, discutían con regularidad.
En junio de 2013, un panel de tres jueces confirmó por unanimidad la condena de Wynn. La jueza Mary Kay Becker escribió para ella, Linda Lau y Anna Schindler que un jurado podría haber concluido razonablemente a partir de la evidencia presentada, interpretada a la luz más favorable al estado, que Wynn mató a Wykel al menos en parte para quedarse con el dinero que ya tenía. obtenido de forma fraudulenta. En cuanto al anillo y al dinero en efectivo que tenía Wykel, el jurado había tenido la opción de condenarlo simplemente por robo, ya que quitarle la propiedad a una persona fallecida no es un robo en sí mismo.
Pero el jurado había encontrado que Wynn había cometido un robo, en virtud de su condena por el cargo de homicidio grave en primer grado. Si lo hizo sobre la base de las acciones de Wynn después de matar a Wykel, escribió Becker, podría haber tomado nota de que no tenía un empleo regular legítimo en ese momento. Habría sido perfectamente razonable que el jurado hubiera concluido que Wynn necesitaba dinero y mató a Wykel por el dinero en efectivo y el anillo de diamantes, y que tomar estos artículos después de la muerte de Wykel constituía un robo.
Nada en el expediente, dijo Becker, sugirió al panel que hubo un abuso de discreción por parte de Craighead en su manejo del tema de la mala conducta del jurado. Wynn tampoco ofreció ninguna nueva perspectiva o evidencia que hubiera brindado la oportunidad de una revisión adicional. En cuanto al deseo de Wynn de testificar en su propio nombre, sus escritos no detallaron lo que podría haber dicho o cómo su testimonio podría haber cambiado el resultado. Tampoco sugirió que la negativa de sus abogados a hacerlo constituya una asistencia letrada ineficaz o una falta de conducta.